# VLBus
VLBusとは、東芝機械サーボで使用されているRS-485通信のプロトコル(VLBus-Aプロトコル)の名称を示す。

## 東芝機械サーボ
- 標準サーボアンプVLASX-008P2-HXX～400P4
- タイニーポジショナアンプVLPSX-008P2-HBX～400P4
- VLBus-VサーボアンプVLASX-008P2-HVX～400P4

| スタブアイコン | サブスタブ | この項目は、まだ閲覧者の調べものの参照としては役立たない、コンピュータに関連した書きかけの項目です。この項目を加筆・訂正などしてくださる協力者を求めています（P:コンピュータ）。 |